# Скоково (Кирилловский район)
Скоково — деревня в Кирилловском районе Вологодской области.
Входит в состав Николоторжского сельского поселения, с точки зрения административно-территориального деления — в Николо-Торжский сельсовет.
Расстояние по автодороге до районного центра Кириллова — 26 км, до центра муниципального образования Никольского Торжка — 1 км. Ближайшие населённые пункты — Савинское, Устье-Ситское, Щаниково, Трофимово.
По переписи 2002 года население — 32 человека (19 мужчин, 13 женщин). Всё население — русские.